# The-Dream
 (août 2019).
Si vous disposez d'ouvrages ou d'articles de référence ou si vous connaissez des sites web de qualité traitant du thème abordé ici, merci de compléter l'article en donnant les références utiles à sa vérifiabilité et en les liant à la section « Notes et références ».
Pour les articles homonymes, voir Dream.
Terius Youngdell Nash plus connu sous le nom The-Dream né le 20 septembre 1977 à Atlanta en Géorgie est un chanteur, producteur et parolier américain.

## Biographie

### Carrière
Il s'est rendu célèbre grâce à sa contribution aux hits Umbrella, de Rihanna et  Bed de J. Holiday. Il a écrit et produit pour de nombreux artistes dont Rihanna, Mariah Carey (le single Touch My Body et l'album Memoirs of an Imperfect Angel) et Beyoncé Knowles entre autres.
Le 10 mars 2009 sort son deuxième album solo Love vs. Money. Son troisième album, Love King, est sorti le 29 juin 2010.

### Vie privée
The-Dream épouse la chanteuse et rappeuse américaine Nivea Hamilton en décembre 2004 au bout de seulement six mois de relation. Ils ont trois enfants ensemble : une fille, Navy Talia Nash (née le 10 mai 2005), et des jumeaux, London et Christian Nash (nés le 19 avril 2006). Le couple entame une procédure de divorce en décembre 2007, puis divorce officiellement en juin 2008.
En février 2009, il commence à fréquenter l'actrice et chanteuse américaine Christina Milian - avec qui il se fiance trois mois plus tard. Ils se marient à Las Vegas le 4 septembre 2009 et font une célébration à  Rome la semaine suivante. Ils se séparent trois mois plus tard alors que la chanteuse est enceinte de son premier enfant. Le 26 février 2010, elle accouche de leur fille, Violet Madison Nash. Leur divorce est prononcé le 23 octobre 2011.
En 2012, il se fiance à sa compagne, Lydia Nam. Ils se séparent en avril 2013 puis, le 8 juillet 2013, son ex-fiancée accouche de leur fils.
Depuis janvier 2014, il partage la vie d'une certaine Lalonne Martinez - qu'il a épousé en secret le 3 juillet 2014. Ils ont quatre enfants ensemble : deux garçons, Heir Wolfe Nash (né le 8 mai 2015) et Lord Nash (né le 5 août 2016), et deux filles, Maverick Nash (née le 15 août 2017) et Élysées Nash (née le 6 mai 2019).

## Affaires judiciaires
Nash a été arrêté le 7 mai 2014 pour agression criminelle et strangulation, mise en danger imprudente et mise en danger d'enfants contre sa petite amie alors enceinte Lydia Nam, pour ses actes présumés le 4 avril 2013, alors qu'ils séjournaient à l'hôtel Plaza à New York. Les procureurs ont rejeté les accusations lors d'une brève comparution devant le tribunal pénal de Manhattan. « Après une enquête approfondie, nous avons déterminé que nous ne pouvons pas prouver cette affaire au-delà de tout doute raisonnable » a déclaré la procureure Jacqueline Cornell.
Le 4 juin 2024, The-Dream a été accusé de viol, d'agressions sexuelles et de trafic sexuel par son ancienne protégée Chanaaz Mangroe, dans le cadre d'un procès intenté devant le tribunal de district des États-Unis pour le district central de Californie. The-Dream a nié ses accusations dans une déclaration au New York Times, les qualifiant de « fausses et diffamatoires ».

## Discographie

### Productions
- 2003 : Me Against The Music (Britney Spears avec Madonna) (en collaboration avec Tricky Stewart)
- 2007 : You (Chris Brown)
- 2007 : Just Fine (Mary J. Blige) (en collaboration avec Tricky Stewart)
- 2007 : Shake Down (Mary J. Blige featuring Usher) (en collaboration avec Tricky Stewart)
- 2007 : Stay Down (Mary J. Blige) (en collaboration avec Tricky Stewart)
- 2007 : Umbrella (Rihanna) (en collaboration avec Tricky Stewart)
- 2008 : Touch My Body (Mariah Carey) (en collaboration avec Tricky Stewart)
- 2008 : Moving Moutains (Usher) (en collaboration avec Tricky Stewart)
- 2008 : Leavin (Jesse McCartney) (en collaboration avec Tricky Stewart)
- 2008 : Drink In My Cup  (Electrik Red)
- 2009 : Louboutins (Brandy)
- 2011 : Birthday Cake  (Rihanna)

### Collaborations
- 2008 : Gimme Some  (Kardinal Offishall Feat. The-Dream)
- 2008 : Baby  (LL Cool J Feat. The-Dream)
- 2008 : Cookie Jar  (Gym Class Heroes Feat. The-Dream)
- 2008 : Kissin' Ears  (Gym Class Heroes Feat. The-Dream)
- 2008 : Digital Girl (Jamie Foxx Feat. Kanye West & The-Dream)
- 2009 : Throw It In The Bag  (Fabolous Feat. The-Dream)
- 2009 : Like I Do (T.I. Feat. The-Dream)
- 2009 : Assume The Position  (Smitty Feat. The-Dream & Tricky Stewart)
- 2009 : Hatin On The Club  (Rihanna Feat. The-Dream
- 2009 : Lover's Thing  (Ciara Feat. The-Dream)
- 2009 : Keep On Lovin Me  (Cassie Feat. The-Dream)
- 2009 : Amazing (Remix)  (The-Dream Feat. Christina Milian)
- 2009 : All I Really Want  (Rick Ross Feat. The-Dream)
- 2009 : Mine  (Ace Hood Feat. The-Dream)
- 2009 : Gangsta Love  (Snoop Dogg Feat. The-Dream)
- 2010 : Shut It Down  (Drake Feat. The-Dream)
- 2010 : curse  (Diddy Feat. The-Dream)
- 2010 : No mercy  (T.I Feat. The-Dream)
- 2011 : No church in the wild  (Kanye West, Jay-Z and Franck Ocean Feat. The-Dream)
- 2018 : Bedroom Calling (Chromeo Feat. The-Dream)

### Singles
- 2007 : Shawty Is A Ten (Feat. Fabolous)
- 2007 : Falsetto
- 2008 : I Luv Your Girl
- 2009 : Let Me See The Booty  (Feat. Lil Jon)
- 2009 : Rockin' That Thang
- 2009 : My Love (Feat Mariah Carey)
- 2009 : Rockin' That Shit (Remix)  (Feat. Ludacris & Fabolous & Juelz Santana & Rick Ross)
- 2009 : Walking On The Moon (Feat Kanye West)
- 2010 : Love King
- 2010 : make up bag (Feat T.I)
- 2010 : tripology  (yamaha, nikki part2, abyss)
- 2010 : F.I.L.A.
- 2013 : Slow It Down featuring Fabolous